# Napier-Railton
La Napier-Railton est un modèle unique de voiture de course à moteur d'avion créé en 1933 à l'initiative du pilote automobile anglais John Cobb. Elle est conçue par l'ingénieur Reid Railton et fabriquée dans les ateliers de Thomson & Taylor (en), qui a également réalisé en 1931 la Campbell-Napier-Railton Blue Bird.
Entre 1933 et 1937, la Napier-Railton établit 47 nouveaux records du monde de vitesse, entre autres sur les circuits de Brooklands (Royaume-Uni) et Montlhéry (France) ainsi que sur l'immense étendue de sel de Bonneville Salt Flats aux États-Unis. Elle conserve notamment le record de vitesse moyenne au tour de piste extérieur à Brooklands, établi en 1935 avec 230,7 km/h, puisque aucune autre automobile ne fut en mesure de dépasser cette vitesse avant la fermeture définitive du circuit à l'aube de la Seconde Guerre mondiale.

## Technique
La Napier-Railton est « aéromotorisée » par le Napier Lion, un moteur W12 atmosphérique construit par Napier, d'une cylindrée de 23,970 litres (alésage/course de 139,7 mm × 130,2 mm), initialement destiné à l'aviation. Il est équipé de deux arbres à cames en tête, quatre soupapes et deux bougies par cylindre. L'allumage est fourni par deux magnétos Watford type 12B. La puissance maximale de 530 ch est atteinte à 2 350 tr/min pour un régime moteur maximal de seulement 3 000 tr/min.
Ce moteur est associé à une transmission Moss à trois rapports non-synchronisés qui permet à l'automobile d'atteindre théoriquement une vitesse de pointe de 270 km/h. Étonnamment pour une automobile de ce type, les freins à tambour de 16 pouces qui équipaient la Napier-Railton jusqu'en 1950, avant que des freins à disque ne lui soient greffés, n'agissent que sur les roues arrière,. La Napier-Railton est en outre dotée d'un réservoir d'essence conséquent de 68 litres étant donné que la consommation est estimée au mieux à 56,5 L/100 km ; un réservoir d'huile de même capacité est utilisé pour la lubrification à carter sec du moteur. 
Dans sa configuration finale, la Napier-Railton pèse à peine plus de 2 tonnes (2 054 kg) pour une longueur totale de 4 953 mm, un empattement de 3 302 mm et des voies de 1 600 mm.
Le 19 mars 2020, elle fait son apparition dans la licence Forza avec le jeu Forza Horizon 4.

## Galerie

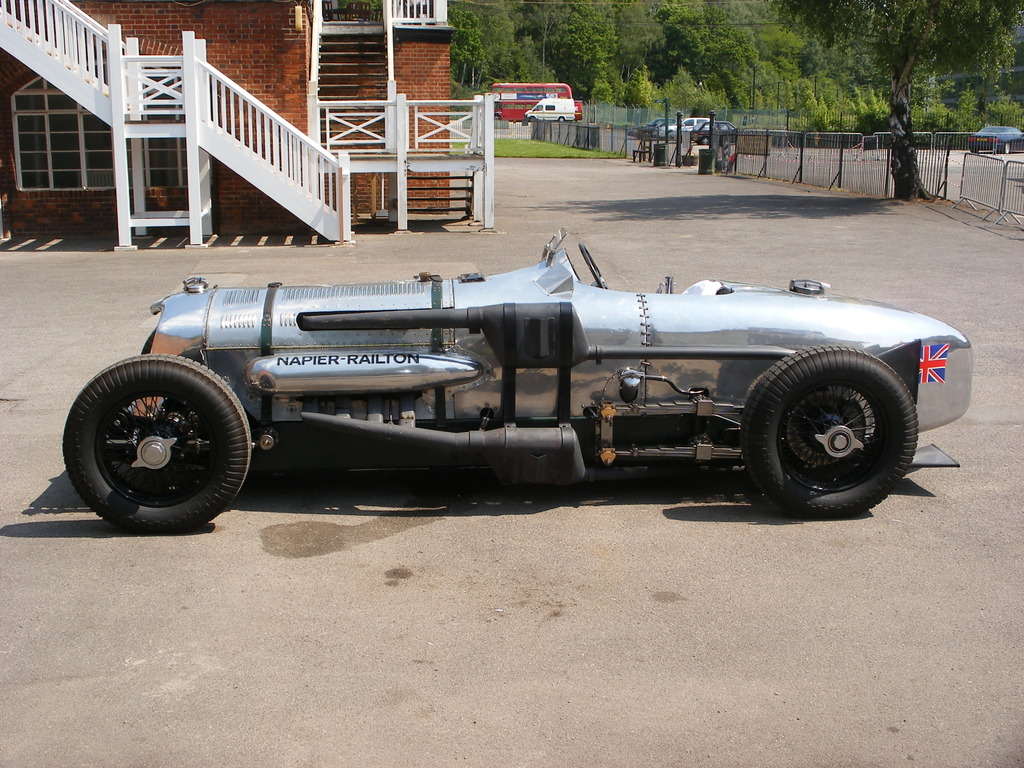
Profil de la Napier-Railton
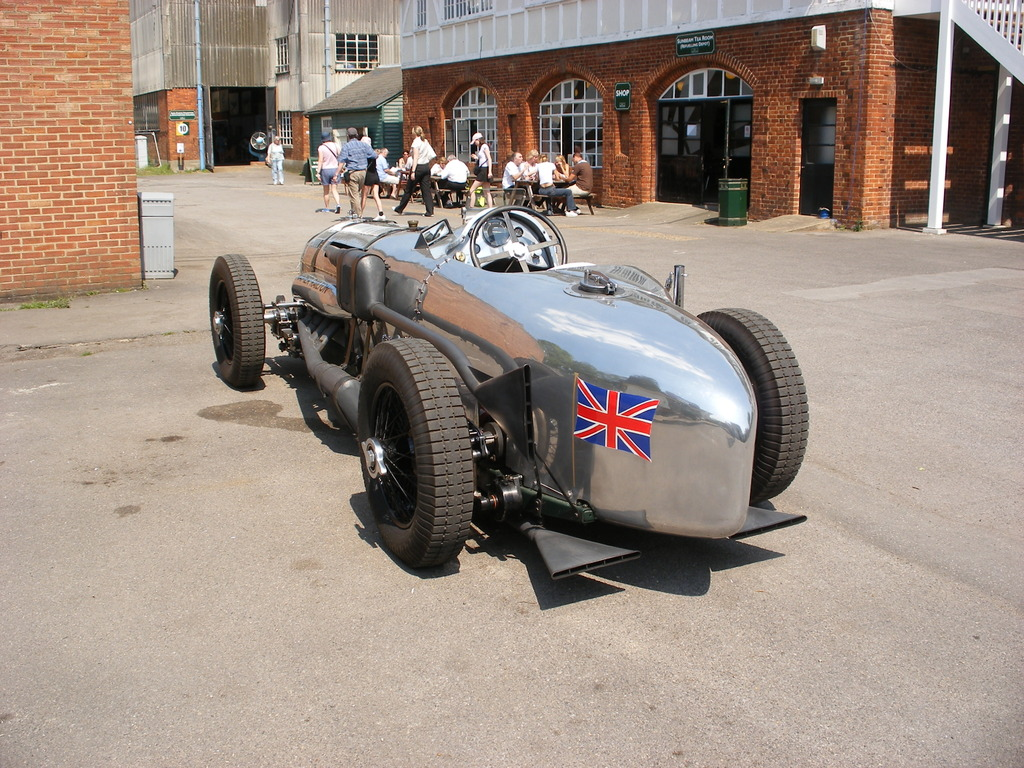
Poupe de la Napier-Railton
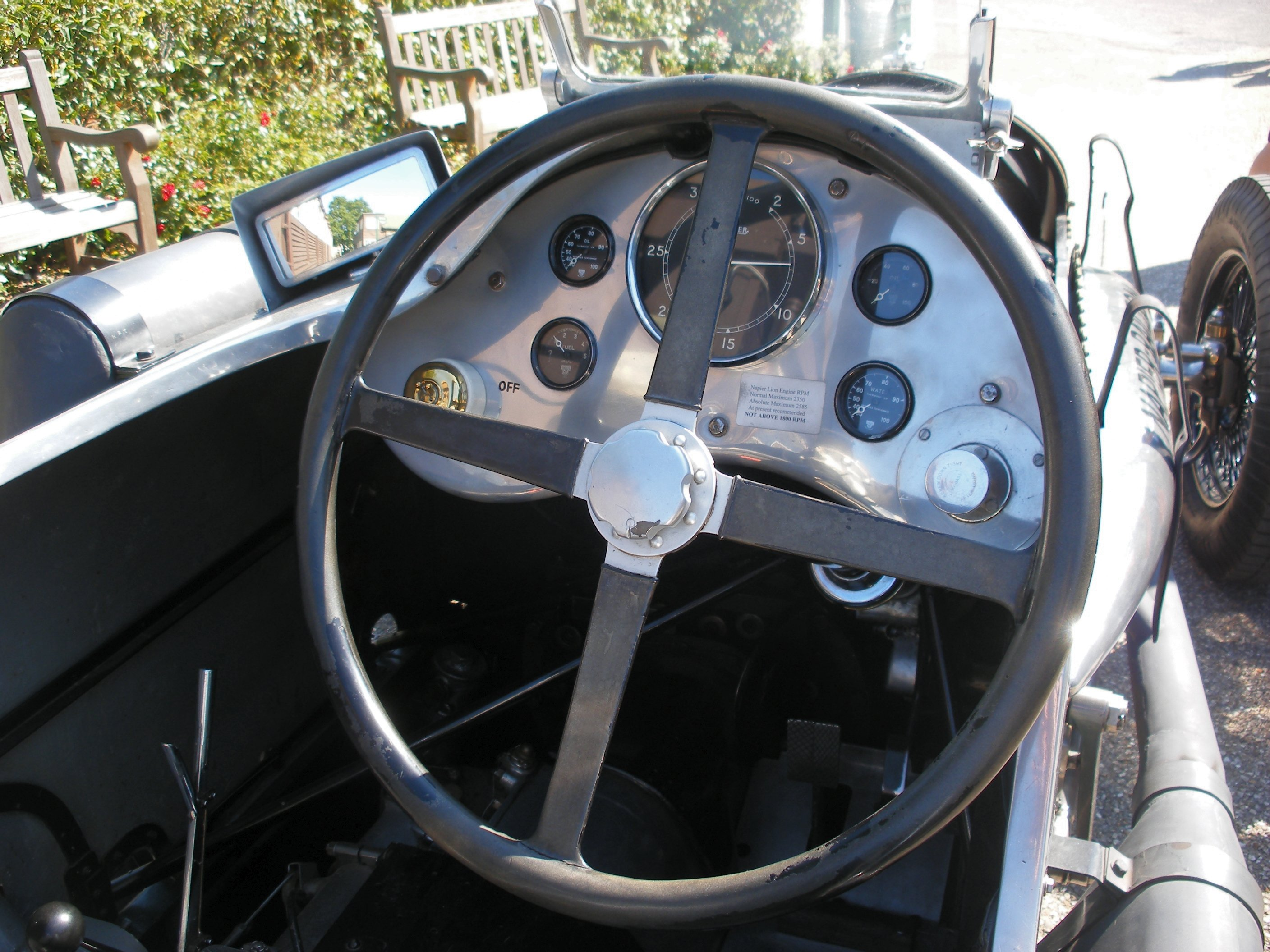
Cockpit et planche de bord
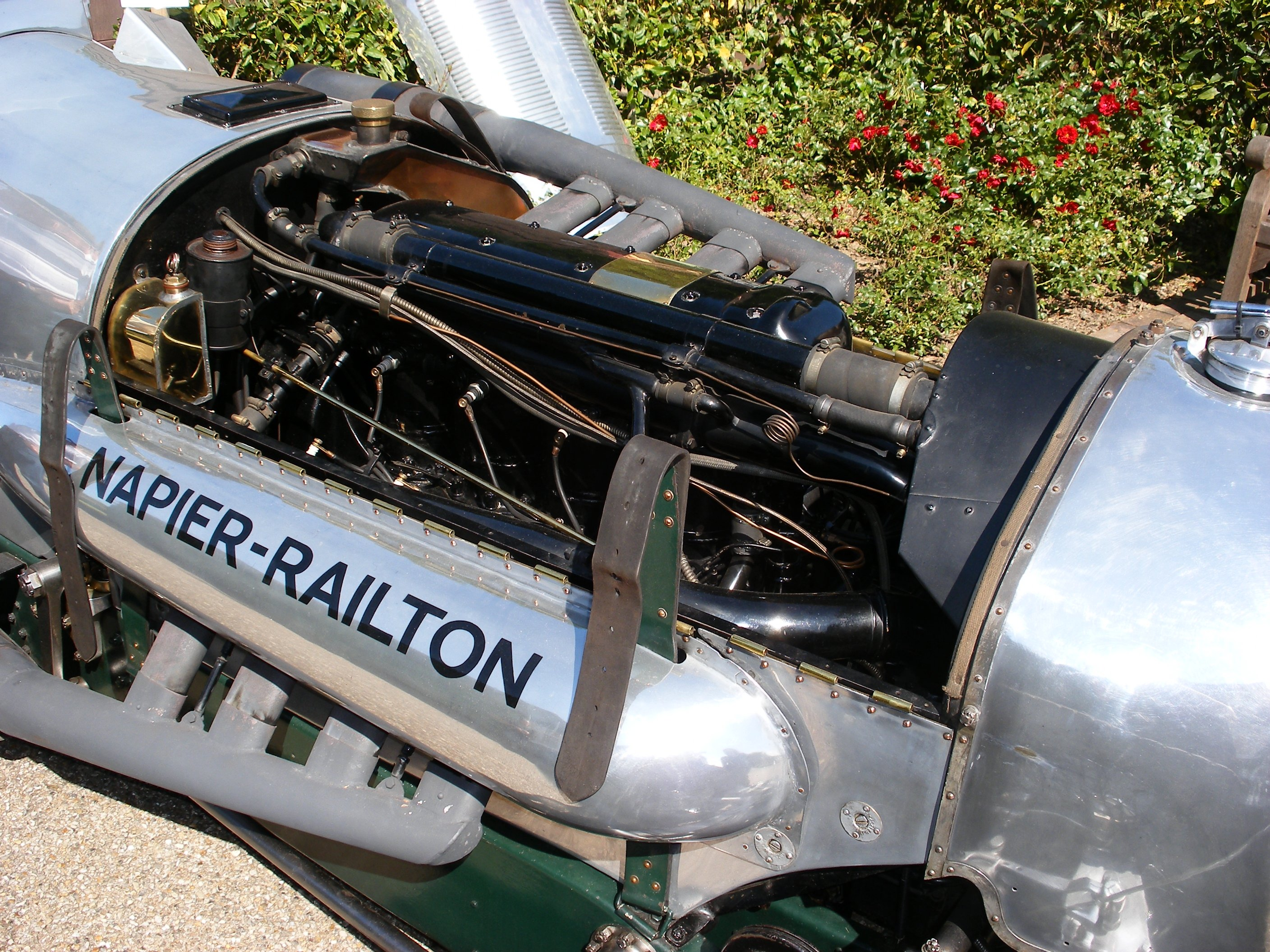
Le moteur Napier Lion